# 池田礼子
池田 礼子（いけだ れいこ、1966年〈昭和41年〉7月8日 - ）は、国際公務員。日本ユニセフ協会顧問。第22代国際司法裁判所（ICJ）所長・小和田恆の次女。出生名は小和田 礼子（おわだ れいこ）。
皇后雅子の実妹。

## 経歴

### 生い立ち
1966年（昭和41年）7月8日、スイス連邦のジュネーヴ市で、当時在ソ連日本国大使館一等書記官・小和田恆と同夫人優美子の次女として生まれた。姉は雅子であり、礼子と双生児として共に生まれた妹が節子である。生後しばらく同国ベルンの在スイス日本国大使館大使公邸で育てられた。
1969年（昭和44年）、父の恒が国際連合日本政府代表部に赴任したため一家で渡米。2歳から4歳までの2年間でアメリカ合衆国・ニューヨーク州ニューヨーク市の2つの幼稚園に通う。田園調布雙葉小学校、田園調布雙葉中学校・高等学校を卒業後、父の恒がOECD日本政府代表部特命全権大使に就任したため1988年（昭和63年）から1年間、両親と共に渡仏しソルボンヌ大学（パリ第4大学）に留学した。帰国後の同年3月、慶應義塾大学法学部政治学科卒業。1991年（平成3年）8月にスイスのジュネーヴ大学国際問題高等研究所大学院（法科大学院）修了。

### 国際公務員
慶應義塾大学在学中にジュニア・プロフェッショナル・オフィサー試験（JPO）に合格。幼年時代からの「複雑な環境の中で育った子どもたちのために働きたい」という夢を果たすため、1991年（平成3年）9月よりベトナムの国際連合難民高等弁務官事務所（UNHCR）に就職した。1994年（平成6年）、中国・北京のユニセフ北京事務所へ赴任し、主に過疎地に住む子供の健康・教育向上に携わった。以降国連官僚（国際公務員）として、「戦時児童」担当国連事務総長特別代表事務所、国際連合児童基金、及び国際連合本部などに所属し、ニューヨークの国際連合事務局（国際連合事務総長特別代表事務所）に勤務した。その後、 2001年1月より2002年11月まで、東京都港区青山・国連大学本部の国際連合ユニセフ駐日事務所副代表（東京事務所副代表）を務めた。
2014年9月、日本ユニセフ協会アドバイザー（顧問）に就任。

### 私生活
2000年（平成12年）10月、池田祐久と米国にて結婚した。2児の母。2019年現在は米国・ニューヨーク州在住。

## 年譜
- 1966年（昭和41年）7月8日、スイスのジュネーヴにて誕生。
- 1984年（昭和59年）、田園調布雙葉高等学校入学。
- 1988年（昭和63年）3月、慶應義塾大学法学部政治学科を卒業。
- 1991年（平成3年）8月、ジュネーヴ大学国際問題高等研究所大学院（法科大学院）を修了。
- 1991年（平成3年）9月、国際連合難民高等弁務官事務所（UNHCR）職員就任。
- 1994年（平成6年）、ユニセフ北京事務所職員に就任。
- 2001年（平成13年）1月、国際連合ユニセフ駐日事務所副代表（東京事務所副代表）就任。
- 2014年（平成26年）9月、日本ユニセフ協会アドバイザー（顧問）に就任。

## 親族
- 夫：池田祐久 - 米国ニューヨーク州弁護士。
- 父：小和田恆 - 外交官、国際法学者。国連大使、外務事務次官。第22代国際司法裁判所（ICJ）所長。
- 姉：皇后雅子 - 第126代天皇・徳仁の皇后。
- 双子の妹：渋谷節子 - 文化人類学者、翻訳家。

他は

## CM出演
- 財団法人日本ユニセフ協会 - 『プレジデントファミリー』2007年6月号

## ビブリオグラフィ（翻訳）
- 『幸せな子 アウシュビッツを一人で生き抜いた少年』（渋谷節子と共訳、トーマス・バーゲンソール著、2008年10月、朝日新聞出版）
  - 文庫版改題『アウシュビッツを一人で生き抜いた少年』（2012年1月、朝日文庫）

## エピソード
- 『幸せな子』原作者のバーゲンソール判事は、実父小和田恆の、国際司法裁判所での同僚である。